# Crocidura musseri
Crocidura musseri är en däggdjursart som beskrevs av Ruedi och Vogel 1995. Crocidura musseri ingår i släktet Crocidura och familjen näbbmöss. IUCN kategoriserar arten globalt som otillräckligt studerad. Inga underarter finns listade i Catalogue of Life.
Denna näbbmus är bara känd från en liten region på centrala Sulawesi. Kanske har den en större utbredning på ön. Arten hittades i skogar med mossa mellan 1000 och 1500 meter över havet. Liknande habitat finns även utanför det kända utbredningsområdet. Det är oklart om Crocidura musseri kan anpassa sig till landskapsförändringar.